# Bruce Taafe
Bruce Taafe (ur. 13 sierpnia 1944 w Melbourne, zm. 29 kwietnia 2018) – australijski rugbysta grający na pozycji młynarza, reprezentant kraju, działacz antyapartheidowy.
Grał w rugby w Lindfield Junior Rugby Club oraz w Knox Grammar School, którą reprezentował także w krykiecie. Związany był z klubem Gordon RFC, z którym doszedł do finału Shute Shield w roku 1967. Został wybrany do stanowej drużyny Nowej Południowej Walii, w której rozegrał siedem spotkań.
W 1969 roku został powołany do australijskiej reprezentacji na tournée do RPA, zagrał tam w jednym z testmeczów, a odniesiona wówczas kontuzja wyeliminowała go z reszty spotkań. Zetknął się wówczas z apartheidem i jego wpływem na południowoafrykańskie społeczeństwo. Trzy lata później zagrał w obydwu testmeczach przeciw Francuzom.
Gdy Springboks zaplanowali tournée po Australii w 1971 roku, Taafe przyłączył się do protestu ówczesnych reprezentantów Australii zapoczątkowanego przez Tony’ego Abrahamsa, w którym uczestniczyli również Jim Boyce, Jim Roxburgh, Barry McDonald, Terry Forman i Paul Darveniza – zawodnicy ci oświadczyli, iż nawet w przypadku powołania nie wystąpią w meczach przeciwko wybranej ze względu na rasę reprezentacji RPA, przez co uznani zostali wówczas za hańbę narodu. Wizyta południowoafrykańskich rugbystów wywołała masowe demonstracje, strajki związków zawodowych oraz wprowadzenie stanu wyjątkowego w Queensland. W roku następnym nowo wybrany premier Australii, Gough Whitlam, wprowadził zatem zakaz kontaktów sportowych z RPA. Wydarzenia te opisano w filmie dokumentalnym Political Football wyemitowanym po raz pierwszy przez Australian Broadcasting Corporation w 2005 roku.
Za swoją postawę z rąk Nelsona Mandeli otrzymał Medal of Freedom.
Żonaty z Chez, trójka dzieci: Patrick, Christopher i Jordan.